# 陸玄
陆玄（528年—？），字士鉴，河南郡洛阳县人，北周官员。陆腾之子。
陆玄父亲陆腾入关归附西魏，陆玄当时七岁。北齐建立，陆玄为奉朝请，历任成平县令。北周灭齐，周武帝见到陆玄，特加劳勉，即拜地官府都上士，大象末年为杨坚相府内兵参军。